# Convento de Nuestra Señora de Loreto (Espartinas)
El convento o santuario de Nuestra Señora de Loreto se encuentra en las cercanías de la localidad de Espartinas, (Provincia de Sevilla, España). El convento, junto con la hacienda del mismo nombre y la torre defensiva medieval de origen cristiano denominada Torre de Loreto, conforman un enclave de alto valor patrimonial muy destacado en la comarca del Aljarafe sevillano. Han sido declarados Bien de Interés Cultural en la categoría de Monumento.
El espacio se caracteriza por haber sido objeto de una ocupación continuada desde la época romana hasta nuestros días, hecho que ha dado lugar al desarrollo de un conjunto de edificaciones de diversa funcionalidad, tipología y variedad cronológica, relacionadas con el control del territorio, la explotación de los recursos naturales autóctonos y la religiosidad.

## Descripción
El conjunto consta de dos edificios unidos pero diferenciados por sus diferentes orígenes, usos y propietarios. Inicialmente ocupado por el solar de la Lauretum romana, mantiene su carácter de explotación agrícola durante la época islámica en lo que fuera llamado Alquería de Lorit, posteriormente donada en el Repartimiento de Sevilla a Mincer Enrique. En este momento arranca la primera fase constructiva de lo conservado en la actualidad con el levantamiento de la torre defensiva de estilo mudéjar, las primeras estructuras destinadas a la transformación y el almacenamiento de los productos derivados de los cultivos de la vid y el olivo y, por mecenazgo de los titulares de la hacienda, la construcción de la primitiva ermita de la Virgen de Valverde que, según la tradición, apareció en este heredamiento en 1384. 
Igualmente, la permanencia del carácter devocional de este lugar sería potenciado por los sucesivos herederos de la hacienda preexistente, quienes en 1520, por expreso deseo de don Enrique de Guzmán, de la familia ducal de Medina Sidonia y su esposa, doña María Ortiz Manuel, donaron unos terrenos a los padres franciscanos para la fundación de un convento al que sería anexionada por cesión del Arzobispado de Sevilla la primitiva ermita.  Posteriormente la hija de ambos, María de Guzmán enlazo con el linaje Arias de Saavedra, instalando en la Hacienda anexa su residencia una rama de esta noble familia. Por estos motivos, estas construcciones han permanecido estrechamente relacionadas en el transcurso de su historia, vinculadas por el patronato que esta familia propietaria de la hacienda ejercían como benefactores del convento.  
Al mismo tiempo, el desarrollo de las instalaciones industriales iría conformando una serie de dependencias destinadas a las labores agrícolas en las que se reconocen fases constructivas que pueden datarse entre los siglos XVI al XIX, habiéndose mantenido a lo largo de estos siglos hasta época muy reciente la actividad tradicional que le es propia, como unidad de explotación continua en el espacio en la que pueden desarrollarse todas y cada una de las fases del proceso: Extracción, transformación, almacenamiento y comercialización. 
Paralelamente, la comunidad franciscana asentada adosaría a la primitiva capilla las dependencias del convento centradas en torno al claustro mudéjar, siendo en la primera mitad del siglo XVIII cuando el engrandecimiento de este centro de religiosidad adquiere mayor importancia artística procediéndose a la construcción del nuevo templo bajo las trazas y supervisión del arquitecto Diego Antonio Díaz. En este inmueble, la aportación de la retablística, la escultura, la pintura y las artes suntuarias conforman un repertorio de piezas que responden a un programa iconográfico y a un estilo artístico concretos en correspondencia con la temática franciscana y las formas tardobarrocas, habiendo permanecido inalterado y en perfecto estado de conservación hasta la actualidad.

### El Convento

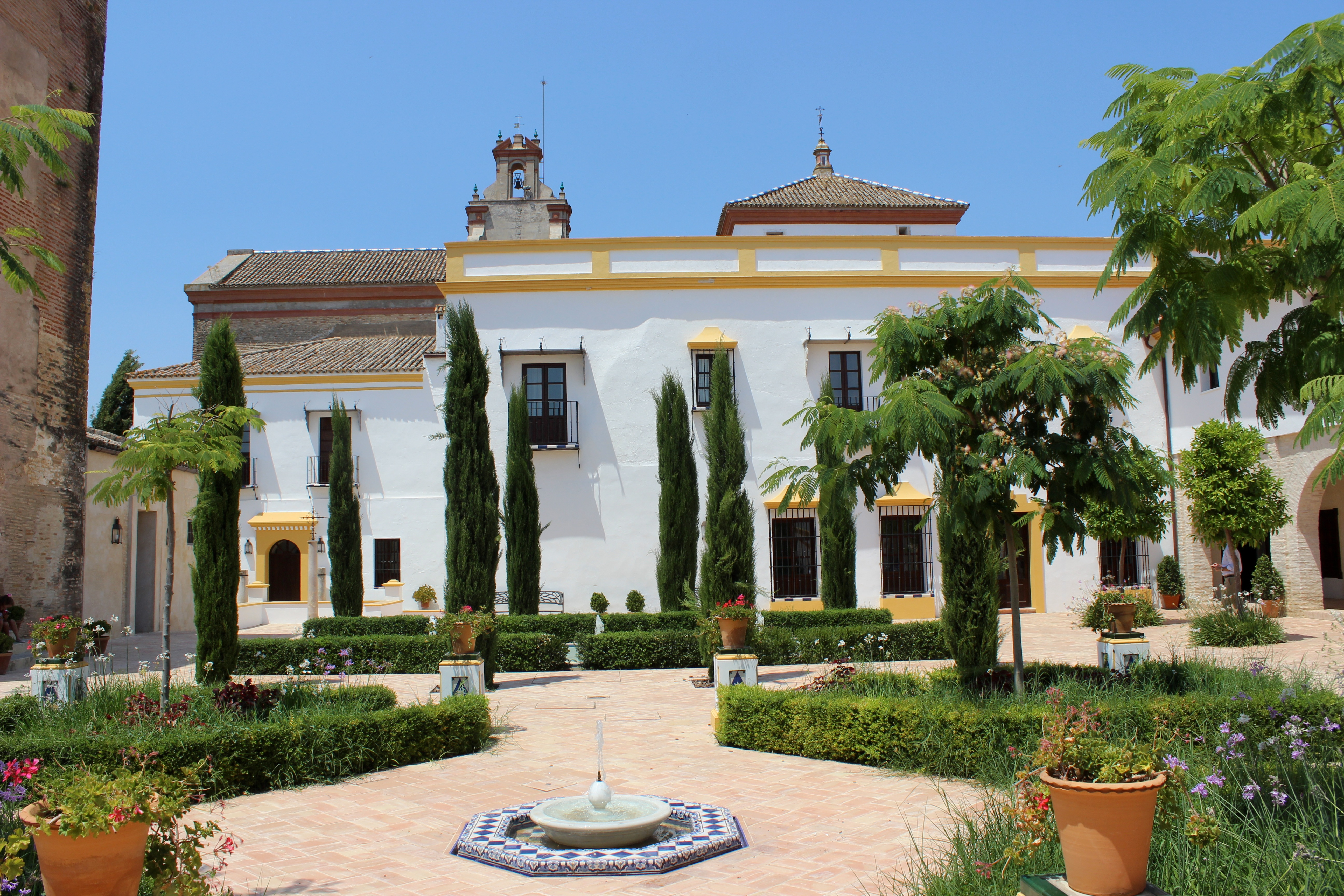
Un patio del convento.

Conforman el Convento un recinto de entrada o compás, la torre, la iglesia, la sacristía, dos claustros con galerías, patios, estancias y espacios intermedios que unen los núcleos principales, cuyas características tipológicas se corresponden con un edificio conventual con la siguiente distribución: En el frente septentrional se ubican el compás, iglesia y sacristía y a la derecha de estas edificaciones la zona de residencia conventual. El acceso al interior se realiza en su costado oeste a través de una portada de traza barroca que comunica con el compás. Está estructurada en dos cuerpos, el vano es adintelado, flanqueado por pilastras con basamento, capiteles dóricos y entablamento superior de cornisa volada en cuyo friso aparece la fecha de construcción «Año de 1772». El segundo cuerpo lo compone un frente de medio punto cuyo interior alberga un retablo de azulejos blancos y azules con la representación de la Virgen de Loreto, flanqueado por pilastras y capiteles jónicos. A ambos lados, ubicados en los blancos paramentos de los muros, dos cuadros de azulejos con representaciones de santos franciscanos.

#### Recinto de entrada
El compás es un recinto de planta cuadrangular delimitado por la fachada de los pies del templo y por la fachada principal del recinto conventual. Está cerrado, por sus frentes sur, oeste y norte, por un muro de aproximadamente tres metros de altura, en cuyo centro se levanta un Crucero sobre un pilar de planta hexagonal revestido de azulejos tipo Delft del siglo XVIII que muestran representaciones de montería.
El acceso a la iglesia por la portada de los pies se efectúa a través de un pórtico de planta rectangular, cubierto con bóveda de cañón y lunetos reforzada con arcos perpiaños. Este pórtico comunica por su costado derecho, a través de un vano de medio punto, con el pórtico que da acceso al recinto conventual. En el muro frente a la portada se abre el acceso al interior del templo a través de un vano adintelado, recercado con molduras de color ocre.

#### Iglesia

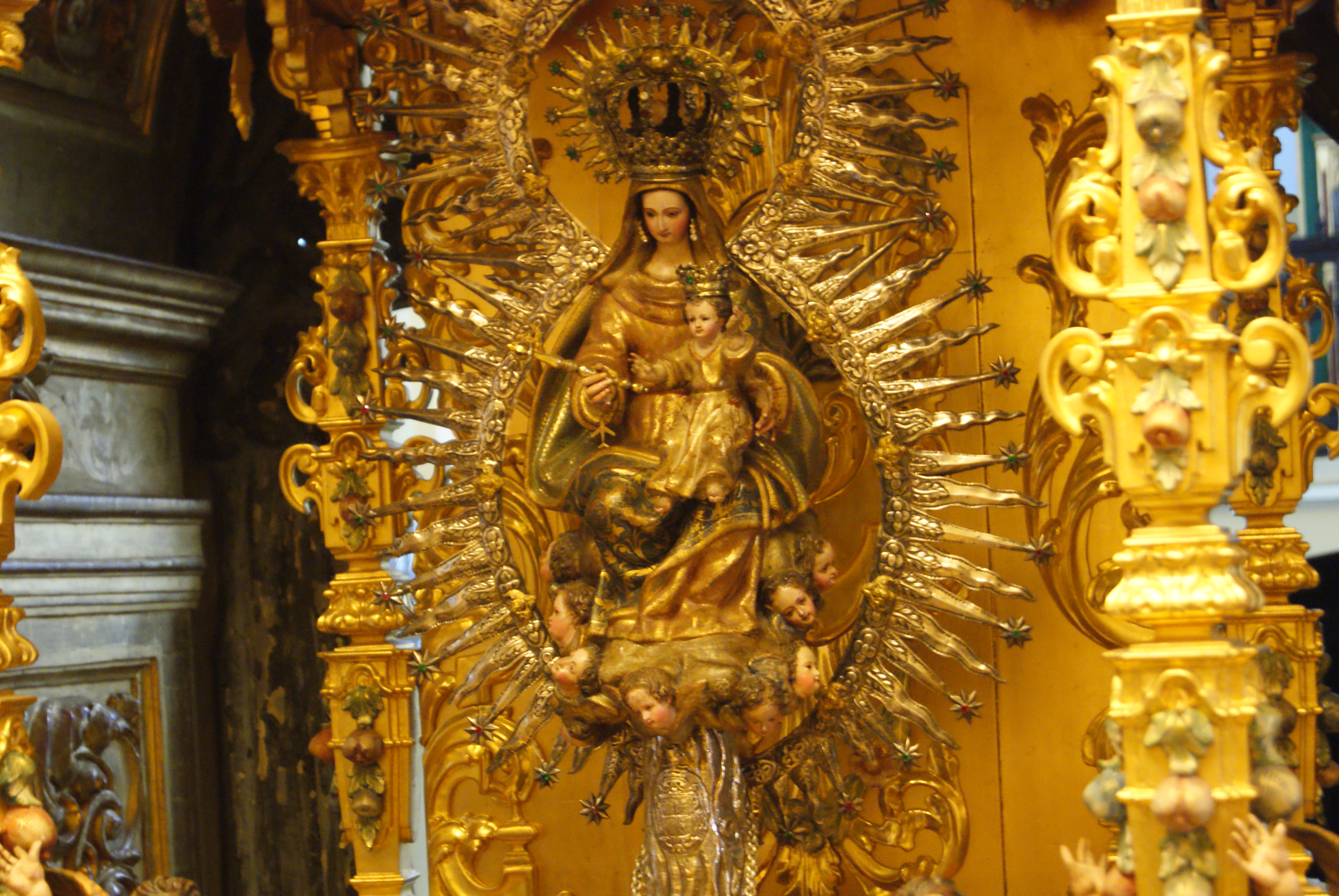
Imagen de gloria de la Virgen de Loreto, patrona del Aljarafe.

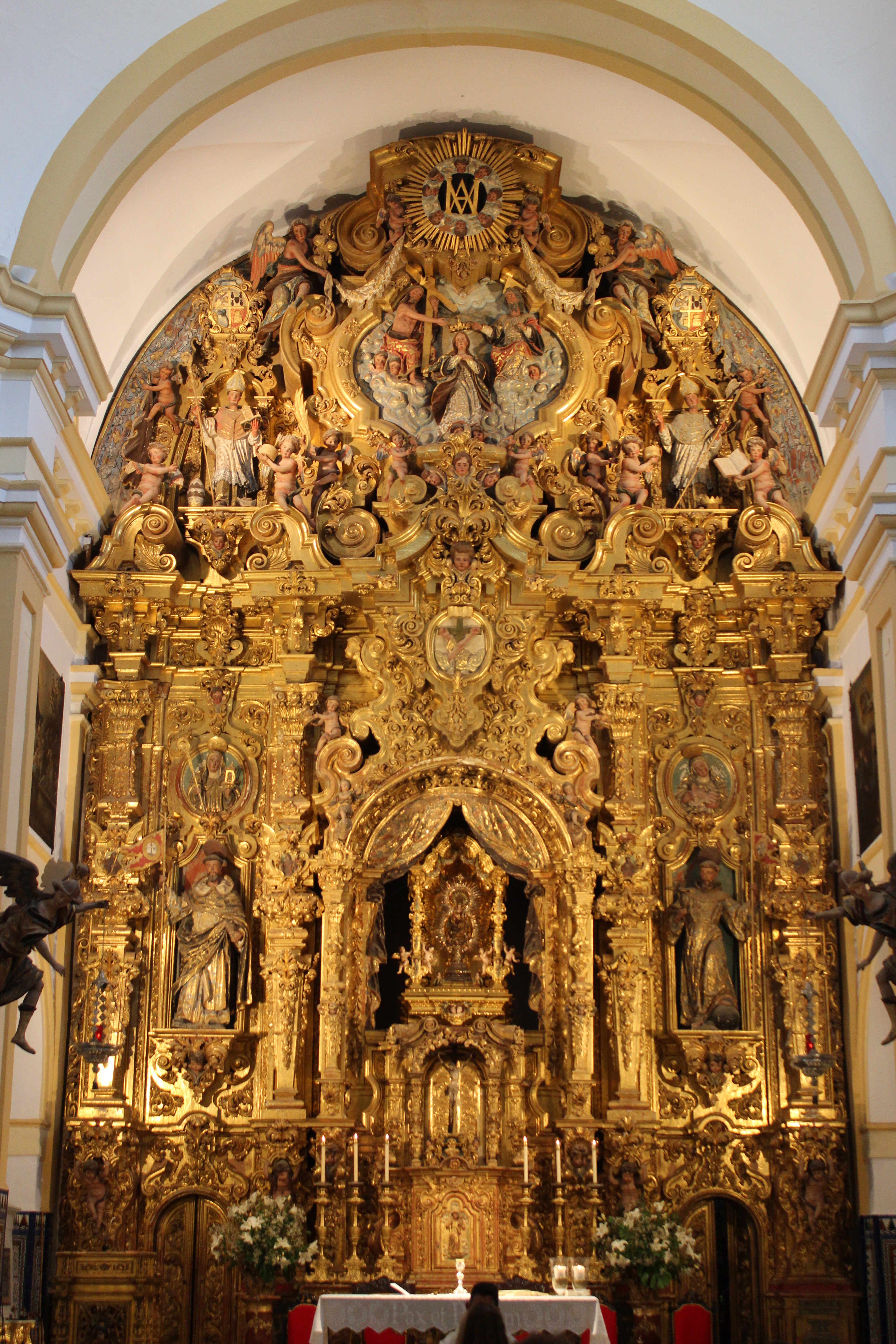
Altar mayor del templo.

La iglesia ocupa el costado septentrional del conjunto construido. Tiene planta de cruz latina, con una sola nave de cuatro tramos, cubierta con bóveda de cañón con lunetos, reforzada con arcos fajones o perpiaños. El crucero se cubre con cúpula de media naranja sobre pechinas. 
El alzado de los dos primeros tramos está dividido por la tribuna del coro. Esta se ubica a los pies del templo y descansa sobre tres bóvedas de cañón rebajadas con lunetos y reforzadas con arcos perpiaños.
En el muro perimetral que cierra la nave de la iglesia por su costado derecho y situado en el tercer tramo, se encuentra el retablo de la Virgen de la Piedad, obra del último tercio del XVIII, en cuya hornacina central se ubica el grupo escultórico de La Piedad de la misma época del retablo.
En el cuarto tramo se abre la portada que comunica con el claustro del aljibe. Su composición es similar al de los retablos existentes en la nave. Se estructura mediante un vano central, adintelado, cubierto con puerta de madera de doble hoja, casetonada y flanqueada de una profusa decoración a base de relieves compuestos de espirales y formas mixtilíneas. En el muro que cierra la nave por su costado izquierdo se abre en el segundo tramo el acceso al Coro. 
Continuando hacia la cabecera del templo, nos encontramos en el tercer tramo, con el retablo de San Antonio, también barroco del último tercio del XVIII, compuesto de una sola calle y ático superior. La hornacina central alberga la imagen del santo titular de la misma época del retablo. El retablo que ocupa la zona frontal del cuarto tramo está compuesto de una calle y ático superior. Es de estilo barroco, de la misma época que los anteriores, y en la hornacina central se encuentra la imagen de San José, obra anónima, también de estilo barroco de finales del siglo XVIII.
El crucero se estructura mediante cuatro pilares cuadrangulares, en cuyos frentes se adosan pilastras cajeadas y entablamento superior con cornisa volada en la que apean cuatro arcos torales y la cúpula de media naranja sobre pechinas, la cual se encuentra dividida radialmente en ocho segmentos iguales que parten desde un círculo central.
En los muros perimetrales que cierran los brazos del crucero se ubican los siguientes retablos: En el costado de la derecha el retablo de San Diego de Alcalá, de la misma época y estilo que los anteriores retablos. Se compone de una calle y ático superior, en la hornacina central alberga la imagen del santo, coetánea con el retablo. A ambos lados, en la zona superior de los muros y a la altura del ático, se abren dos balcones con cierres y antepecho cubiertos de celosías que conectan con el convento.
A la izquierda se halla el retablo de San Francisco de Asís, cuya hornacina central alberga la imagen titular, obras del siglo XVIII y estilo barroco.
El presbiterio, al que se accede a través de una amplia escalinata de cuatro peldaños realizados en mármol blanco, tiene planta rectangular y se cubre con bóveda de cañón y lunetos. Es de testero plano, en él está situado el Retablo Mayor ocupando todo su frente, obra de considerable valor artístico, de estilo barroco, que fue construido expresamente para este lugar en los años posteriores al templo, último tercio del siglo XVIII. Presenta una exuberante ornamentación, a la manera de «horror vacui», con trozos de entablamentos, molduras mixtilíneas, roleos, tarjas, hojas de acanto, guirnaldas, veneras, espirales, etc., entre los que pululan multitud de figuras, cabezas de querubines, ángeles mancebos y putti, entre otros. Se compone de sotobanco, banco, cuerpo central de tres calles y ático. En el centro, un amplio camarín alberga la pequeña imagen de Nuestra Señora de Loreto, coetánea con el mismo. En las calles laterales sobre repisas, se encuentran imágenes de santos relacionados con la orden franciscana, San Francisco, Santo Domingo de Guzmán y sobre ellos en tondos, los relieves de Santa Inés y Santa Clara. En el ático en la zona central, un relieve con la Coronación de la Virgen, a la derecha Dios Padre, a la izquierda Jesús abrazando la Cruz y en los laterales las imágenes de San Buenaventura y San Luis Obispo. Lo corona un penacho poligonal con el anagrama de la Virgen María.
En el muro izquierdo del presbiterio, se ubican dos lápidas sepulcrales, una de ellas pertenece a don Antonio María Arias de Saavedra, conde de Castellar, que murió el día cinco de febrero de 1838.

#### Sacristía
Tras la cabecera del templo, y accediendo a través del camarín, se encuentra la sacristía, que consta de una nave de tres tramos, cubierta con bóveda de cañón con lunetos y arcos perpiaños que apoyan sobre una cornisa movida y moldurada que recorre los muros. Las bóvedas están decoradas con pinturas al fresco de motivos florales y escudos franciscanos. 
La actual sacristía es en realidad los restos de la antigua iglesia conventual, en particular es la cabecera de la misma tras la creación del mayorazgo del Loreto a finales del siglo XVI por los Condes del Castellar Juan Arias de Saavedra y María de Guzmán y Figueroa. La decoración que exhibe es de las obras encargadas en 1665 por su tataranieto, Juan Arias de Saavedra Alvarado y Ramírez de Arellano, I Marqués del Moscoso. 

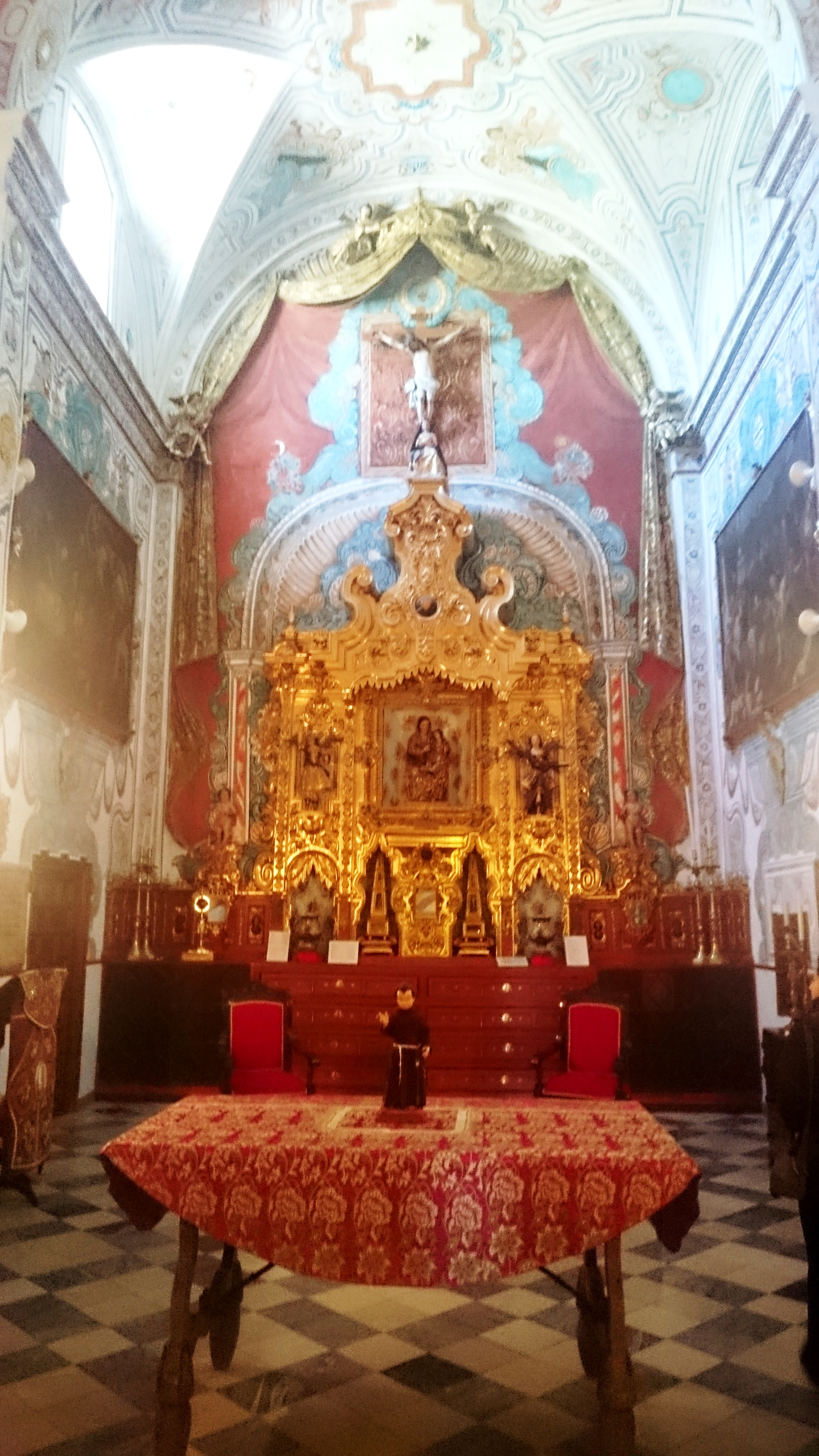
Retablo de la Sacristía de Ntra. Sra. del Loreto en Espartinas. Sevilla

En la cabecera de la nave se ubica una sencilla cajonera del XVIII y sobre ella un retablo barroco de la misma época, compuesto de banco, un cuerpo de tres calles y ático. En la hornacina central se encuentra el grupo escultórico de Santa Ana y la Virgen, coetáneo. 
En los muros de la misma sacristía hay grandes decoraciones pictóricas representando una la Degollación de los Inocentes y otra la Adoración de los Pastores, obras barrocas anónimas del último tercio del XVIII. Asimismo se aprecian dos lápidas conmemorativas sobre las que se sitúan los escudos nobiliarios. En la situada en el muro izquierdo figura la inscripción: «A mayor honra y gloria de Dios Nuestro Señor y de su Santísima madre maría Señora nuestra concebida sin pecado original en el primer instante de su ser. Con toda humildad y por su devoción hizo adornar esta capilla mayor don Juan de Saavedra Alvarado Ramírez de Arellano caballero de la Orden de Santiago Alguacil mayor de la Inquisición de Sevilla y su reinado poseedor de la Casa de Mayorazgo de Loreto y de los demás agregados. Año de MDCLXV». Y en la del muro frontal: «Este entierro y bóveda que dice el sitio de toda la Capilla Mayor es de la Casa y Mayorazgo de Loreto que fundaron los Ilustrísimos señores Juan Arias de Saavedra y doña María de Guzmán Condes de Castellar y de sus hermanos los religiosos que murieren en este convento sin que otra persona se pueda enterrar en él sin licencia del Señor de la Casa y Mayorazgo».  

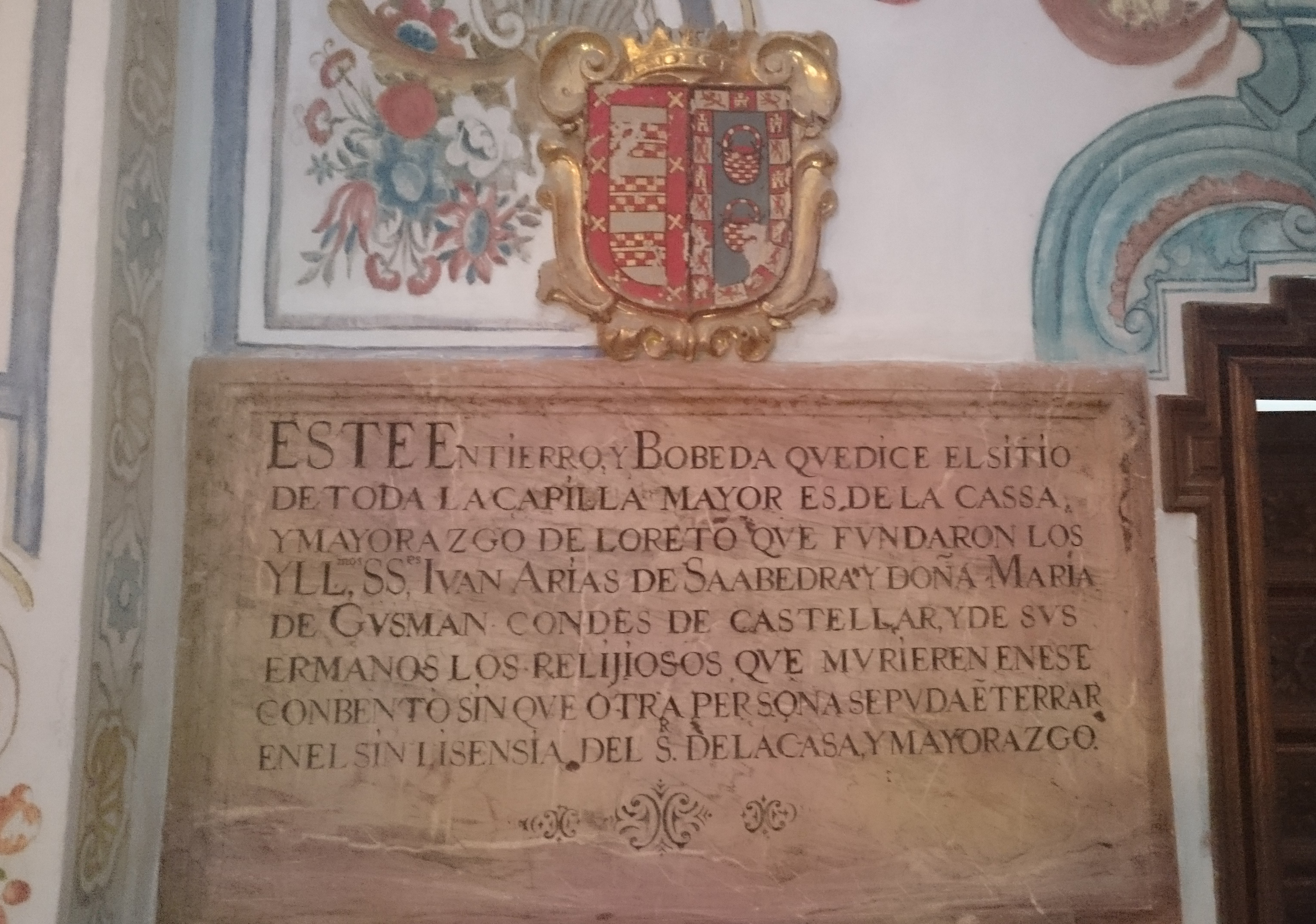
Inscripción de la Sacristía de Ntra. Sra. del Loreto en Espartinas, Sevilla, España, donde se recuerda la fundación del Convento y de la Cripta

Bajo la Sacristía se ubica la cripta, costeada por don Juan de Saavedra para enterramiento de su familia y viene siendo enterramiento de los titulares del Marquesado del Moscoso. En dicha cripta se encuentran dos escudos en terracota, tras la remodelación del primer tercio del siglo XIX a instancias del benefactor de la comunidad D. Antonio Arias de Saavedra y Cárdenas, VIII Marqués del Moscoso y XIII Conde del Castellar.

### Recinto conventual
El recinto conventual se sitúa en el costado suroriental del conjunto. El acceso a su interior se realiza por su fachada principal, ubicada en el costado derecho del frente este que delimita al compás, a través de un pórtico de planta rectangular y cubierta plana. 
El acceso al interior se realiza a través de una estancia de planta rectangular cubierta con techo plano reforzado con dos vigas de madera que apoyan en los extremos en ménsulas. En el muro frontal a la puerta de entrada, se abren dos vanos de medio punto que conectan con otro recinto que da paso al «Claustro del Aljibe».

#### Claustro del Aljibe

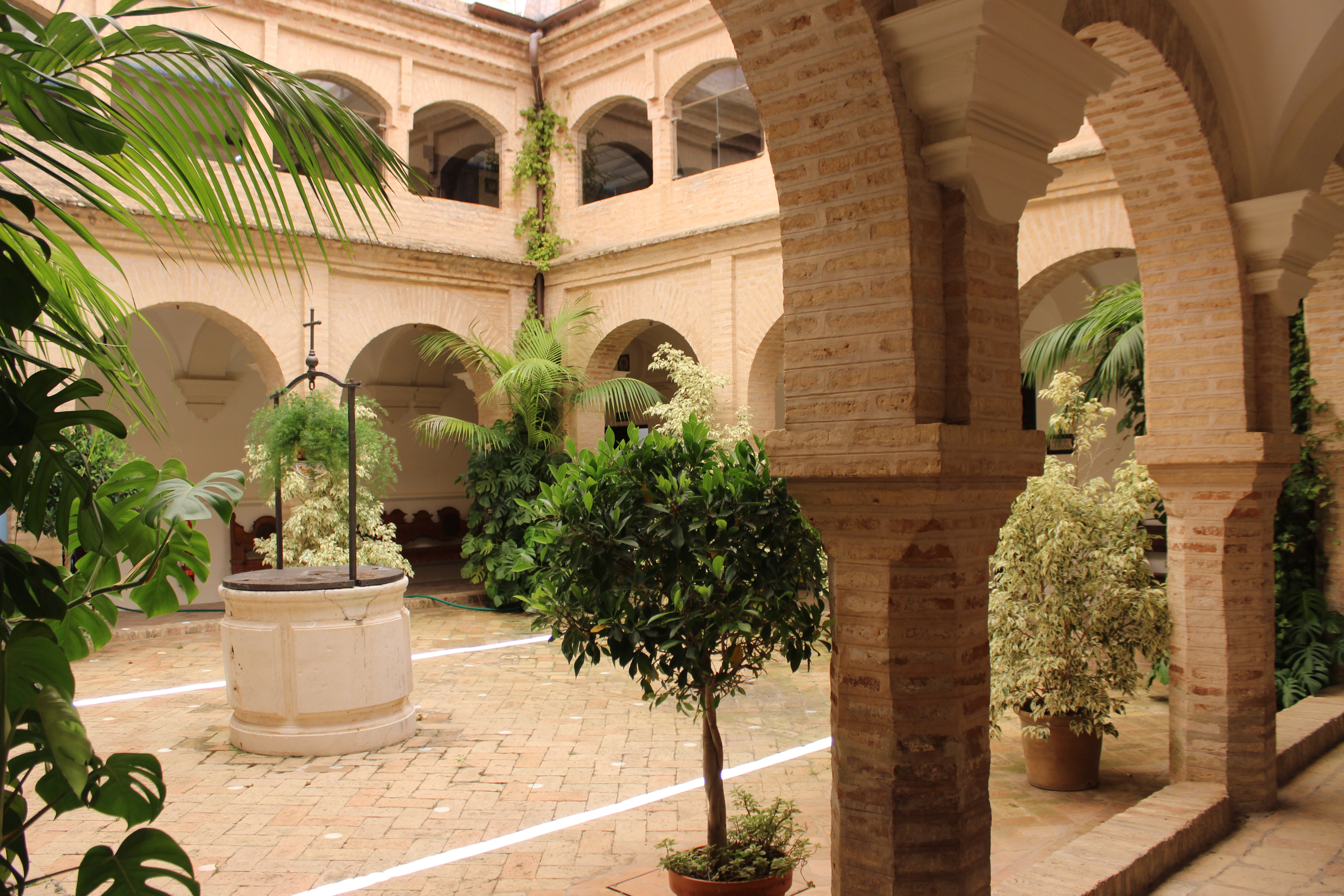
Claustro del Aljibe, con un pozo en el centro.

La tipología de este claustro es de indudable origen mudéjar, datando su construcción del siglo XVI y reformado en el siglo XVIII. Cuenta con planta cuadrangular y alzado de dos pisos. Las galerías porticadas de la planta baja presentan en sus cuatro frentes arcos de ladrillo, de medio punto peraltados inscritos en alfiz, apoyados sobre pilares de sección octogonal, también de ladrillo. Las galerías de la planta baja están cubiertas con bóvedas de aristas separadas por arcos perpiaños que descansan en trozos de entablamento adosados al muro. En sus cuatro ángulos las cubiertas presentan ornamentación de relieves de formas geométricas, circulares y cuadradas, realizadas en yeserías.
La galería situada en el flanco este conecta por su costado derecho con una estancia de planta rectangular en la que se abren los accesos al segundo claustro y a la escalera principal que comunica con el piso superior y con la Capilla de Santa Ana.

#### Capilla de Santa Ana
La Capilla de Santa Ana, o Capilla del Amor Hermoso, posiblemente es la zona más antigua del Convento. A ella se accede a través de una portada, compuesta de un vano central de medio punto flanqueado por dos cuerpos verticales, que a modo de pilastras, se coronan con capiteles jónicos. La zona superior muestra un friso de balaustres decorados con dos figuras zoomorfas aladas. El conjunto está realizado en madera tallada y muestra profusa decoración a base de balaustres, ménsulas y espirales. 
El interior es de planta rectangular cubierta con bóveda de cañón con lunetos. En los muros laterales se abren vanos apuntados, actualmente cegados. En su costado derecho se ubica en el interior del muro un retablo dispuesto a media altura realizado en yesería, compuesto de una hornacina central flanqueada con pilastras y frontón partido en la zona superior. Se encuentra decorado con relieves a base de ménsulas, espirales, cestos de frutos y flores. En la hornacina, actualmente se encuentra la imagen de un Nazareno, de pequeño formato y escaso valor.

#### Segundo claustro
El segundo claustro ocupa la zona más oriental del recinto construido. Su acceso se realiza a través de un pasillo cubierto con bóveda de arista que comunica a los dos claustros. 
Tiene planta poligonal y galerías en tres de sus frentes cubiertas con bovedillas. Su alzado es de dos pisos compuesto, en planta baja, de vanos de medio punto, cinco en sus costados norte y este y cuatro en su frente sur, flanqueados por pilastras en su frente norte e inscritos en alfiz en sus costados este y sur. En la zona superior de esta arquería se establece una cornisa volada sobre la que apoya el alzado del piso superior. El segundo cuerpo se compone de vanos escarzanos inscritos en alfiz y cubiertos con puertas de madera y cristal, que se disponen en eje de simetría con los vanos del piso inferior de los costados norte y este y asimétricos en su frente sur. 
El frente que delimita al claustro por su costado oeste presenta también un alzado de dos pisos. Este costado no posee galería y en su muro se abren ventanas rectangulares cubiertas con puerta de madera y cristal de doble hoja, cerradas en la planta baja con reja de balaustres de hierro fundido. 
En las tres galerías que circundan el patio se abren estancias rectangulares. La galería ubicada en su costado norte comunica con la sacristía a través de un recinto distribuidor de planta cuadrada desde donde parte también la escalera principal de acceso al piso superior de los dos claustros. 
Desde esta galería se accede así mismo al refectorio y cocina. La biblioteca que ocupa el frente oriental del mismo claustro, se compone de una amplia estancia de planta rectangular muy alargada, cubierta de techo plano y dividida por una arquería, dispuesta de norte a sur, formada con vanos de medio punto que apean sobre siete columnas de mármol blanco con capiteles compuestos de diferentes formas y cimacio superior. La biblioteca o archivo alberga un gran número de manuscritos, así como otros libros, dispuestos sobre estanterías metálicas. El paramento de los muros que conforman el claustro, así como sus galerías y estancias, se encuentran enfoscados y pintados de blanco. El pavimento está realizado con losas de cerámica de realización reciente. En el centro del patio se ubica una fuente a modo de pilar.

#### Patio grande

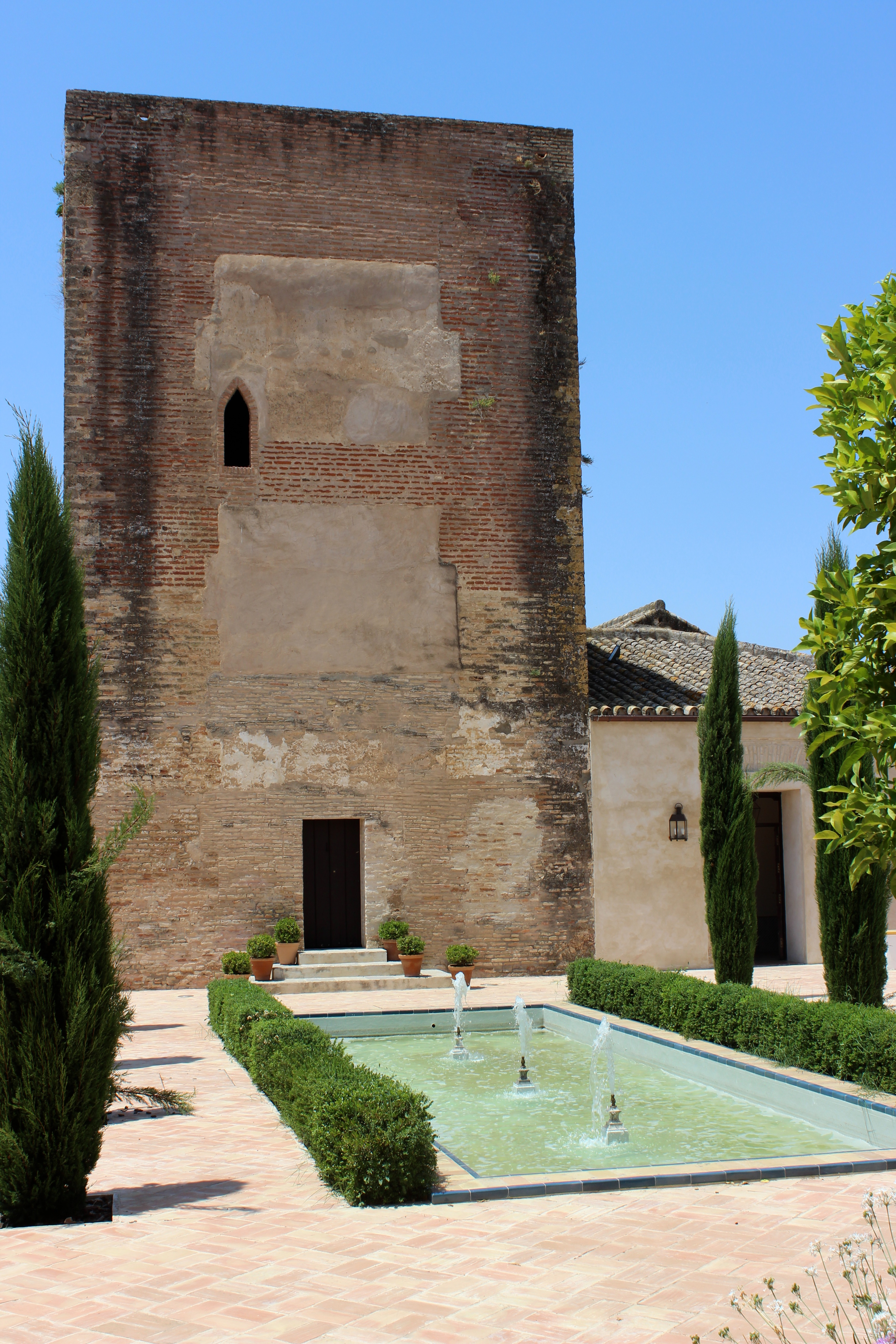
Torre mocha (sin almenas) construida en los siglos XII o XIII.

Volviendo al claustro del aljibe y entrando por su galería sur, se accede a un recinto de planta rectangular cubierto con bóveda que comunica con el patio grande. Este patio es de planta rectangular, de grandes dimensiones y porticado en su frente oriental. Presenta alzado de dos pisos; en la planta baja se abren vanos de medio punto inscritos en alfiz, mientras que en el segundo cuerpo los vanos o ventanas son rectangulares, dispuestos en eje con la arquería del piso inferior. 
Está flanqueado en su costado norte por edificaciones de dos plantas, que se corresponden con las estancias interiores de acceso desde el claustro del aljibe y entrada al convento y por otro patio menor, que tiene acceso también desde el exterior a través de una amplia puerta de hierro. 
Por su frente oeste, limita con la torre defensiva y con un muro o tapia, aproximadamente de tres metros de altura, que lo separa de la Hacienda de Loreto. Por su frente sur está franqueado por otras edificaciones pertenecientes, la primera, a la hacienda y la segunda al convento, cuyos alzados son de dos pisos. 
Al segundo piso se accede a través de la escalera principal, que está compuesta por cinco tramos, los dos primeros afrontados, partiendo uno desde el costado oriental de la galería del claustro del aljibe y el segundo desde un recinto distribuidor que da acceso también a la sacristía y que se abre a la galería norte del claustro segundo. Ambos terminan en un descansillo o meseta rectangular desde donde parte el tercer tramo, ubicado en el centro de la caja de escalera, el cual termina en otro descansillo de cuyos laterales parten los dos tramos de escalera que desembarcan, el de la derecha en la segunda planta del claustro del aljibe y el de la izquierda en la segunda planta del claustro segundo. 
La escalera está realizada con peldaños compuestos de mamperlanes y ladrillo visto y la contrahuella de azulejos vidriados decorados con motivos de putti, candelieri y motivos florales. En ambos lados se cubre con antepecho de balaustres realizados en madera.
La caja de escalera es de planta rectangular y está cubierta con bóveda baída, rebajada, decorada con pintura al fresco. Esta decoración pictórica se compone de un cuadrado central desde donde parten ocho líneas dobles, dispuestas en forma radial, en cuyo interior albergan medallones y guirnaldas de flores. Los espacios delimitados por las líneas muestran decoración a base de candelabros de líneas ondulantes, espirales y veneras, coronados con floreros. En el conjunto predominan los colores azules, verdes y marrones. El acceso desde la escalera hacia el claustro del aljibe se efectúa a través de un vano escarzano abierto en la galería superior de su costado este.
Las cuatro galerías que circundan el patio central presentan un alzado con arquería y cubierta plana. En los muros, con paramento enfoscado y pintado de blanco, se abren vanos adintelados cubiertos con puertas de madera que dan acceso a las diferentes estancias, dormitorios o celdas del convento.

### La Hacienda
El origen de esta Hacienda está vinculada al mayorazgo fundado en 1540 por Juan Arias de Saavedra, I conde de Castellar y su mujer María Pérez de Guzmán y Manuel, nieta del I duque de Medina Sidonia,  en favor de su hijo primogénito Juan de Saavedra, I Señor del Moscoso. Esta fue la Casa Solariega de este linaje, origen del Marquesado del Moscoso, estando vinculados a la familia hasta mediados del siglo XX. En la actualidad aún se mantiene en uso la cripta familiar en la cabecera bajo la sacristía de la iglesia.

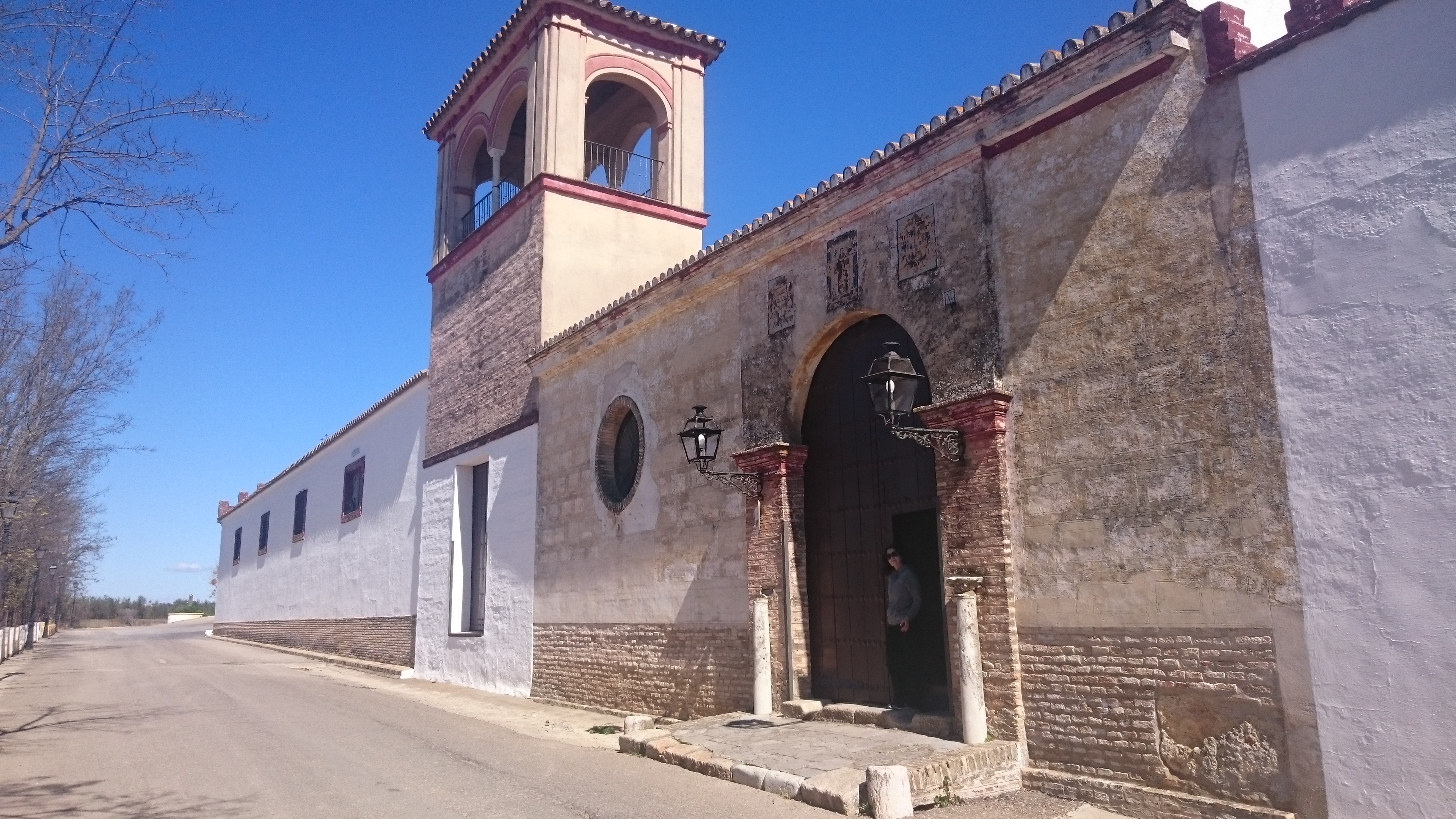
Hacienda del Loreto fundada por la Familia Arias de Saavedra. Señores y Marqueses del Moscoso

La Hacienda se encuentra adosada al Monasterio por su costado suroccidental. Su tipología es la característica de la arquitectura rural sevillana en la que se aúnan un núcleo central destinado a vivienda, compuesto de zaguán, dos patios, dispuestos en eje y situados de este a oeste, con las estancias destinadas a las labores del campo o industriales, las cuales están delimitadas por su costado septentrional por tres crujías dedicadas a bodegas y en el frente meridional por un amplio corral necesario para las labores del campo.
El acceso al interior se realiza desde su fachada principal a través de un vano de medio punto cubierto con puerta de madera con clavazón, de doble hoja y postiguillo en la hoja derecha. Sobre el vano de acceso se encuentran dos paneles de azulejos con dos escudos nobiliarios con las armas del fundador, el I Señor del Loreto y del Moscoso, Juan Arias de Saavedra Guzmán y Manuel-Figueroa, representándose en el escudo de la izquierda las armas de Arias de Saavedra a la izquierda y en el de la derecha las armas de Guzmán y Manuel, en el centro y coronando aparece un panel con la representación de San Francisco. En un pequeño azulejo situado a la derecha figura la fecha de 1775, año en que se llevó a cabo una importante remodelación de la hacienda. Tras la puerta el zaguán que sirve de acceso a las bodegas, construidas en 1860, situadas a la izquierda, y al frente el patio principal. 

#### Primer patio
El patio es de planta rectangular. Las crujías que lo delimitan por sus costados norte y sur presentan alzado de una sola planta, en los que se abren vanos de medio punto con puertas adinteladas de madera y los medios puntos con cristales de colores dispuestos en forma radial. Estos vanos alternan con otros de herradura inscritos en alfiz, también cubiertos con puertas de madera, cristal y reja de hierro, terminando con antepecho coronado de merlones escalonados de color almagra que delimitan una azotea superior. La crujía del frente oriental del patio presenta alzado de tres pisos. En ambos se abren vanos cerrados por rejas que alternan en el segundo piso con balcones cubiertos de antepecho de hierro. La planta baja se estructura mediante amplios vanos de medio punto con rosca de ladrillos vistos dispuestos radialmente que descansa en columnas dóricas sobre basamentos de mármol. Da acceso a un recinto distribuidor que comunica al frente con el segundo patio y a ambos lados con otras estancias de la vivienda.

#### Segundo patio
El segundo patio es de planta rectangular. Está delimitado por sus frentes oeste y norte por crujías compuestas de un alzado de tres y dos plantas, cerrando los costados sur y este una tapia aproximadamente de tres metros de altura. La planta baja del costado septentrional presenta una galería cubierta con vigas de madera y ladrillo. En su muro perimetral izquierdo se abren vanos de medio punto cubiertos con puertas de madera que comunican con otras estancias o habitaciones de la vivienda. El frente de esta galería está realizado en ladrillo visto y se compone de seis vanos de medio punto, doblados, que apean sobre columnas de capiteles compuestos, en cuyas claves se establecen ménsulas que apoyan en una cornisa volada que corre horizontalmente el paramento. Sobre la cornisa se levanta el segundo cuerpo con vanos adintelados dispuestos en eje con la arquería inferior. La crujía que cierra al patio por su costado occidental es la zona habitada por los dueños de la hacienda. En los muros de los dos pisos superiores, se abren vanos cubiertos, en el primero con antepecho de hierro y en el segundo cerrado con reja.

#### Las bodegas
Las bodegas se ubican en el costado noroccidental de la hacienda. Se componen de tres naves dispuestas en ángulo recto y cerradas con cancelas de hierro de medio punto. Sus plantas son rectangulares y están cubiertas con cerchas y tirantes de madera de tipología inglesa. En sus muros perimetrales se abren pequeños vanos adintelados. Las dos bodegas ubicadas en el costado noroccidental comunican con el patio donde se encuentra la torre medieval. 

#### La torre mirador
En la intersección de las dos bodegas se levanta la torre mirador del siglo XVIII. Es de planta rectangular y presenta un alzado compuesto de vanos de medio punto, dos en los lados mayores, que apoyan en el centro sobre una columna de mármol, y uno en los costados menores, descansando en sus laterales sobre pilastras adosadas al muro. Estos vanos están flanqueados por dobles pilastras dobladas y entablamento superior ornamentado con línea de ménsulas. El conjunto presenta el paramento enfoscado y pintado de color ocre que alterna con color almagra en las molduras de los vanos, imposta y cornisa superior. Se cubre a cuatro aguas con teja árabe.